# San Biritute

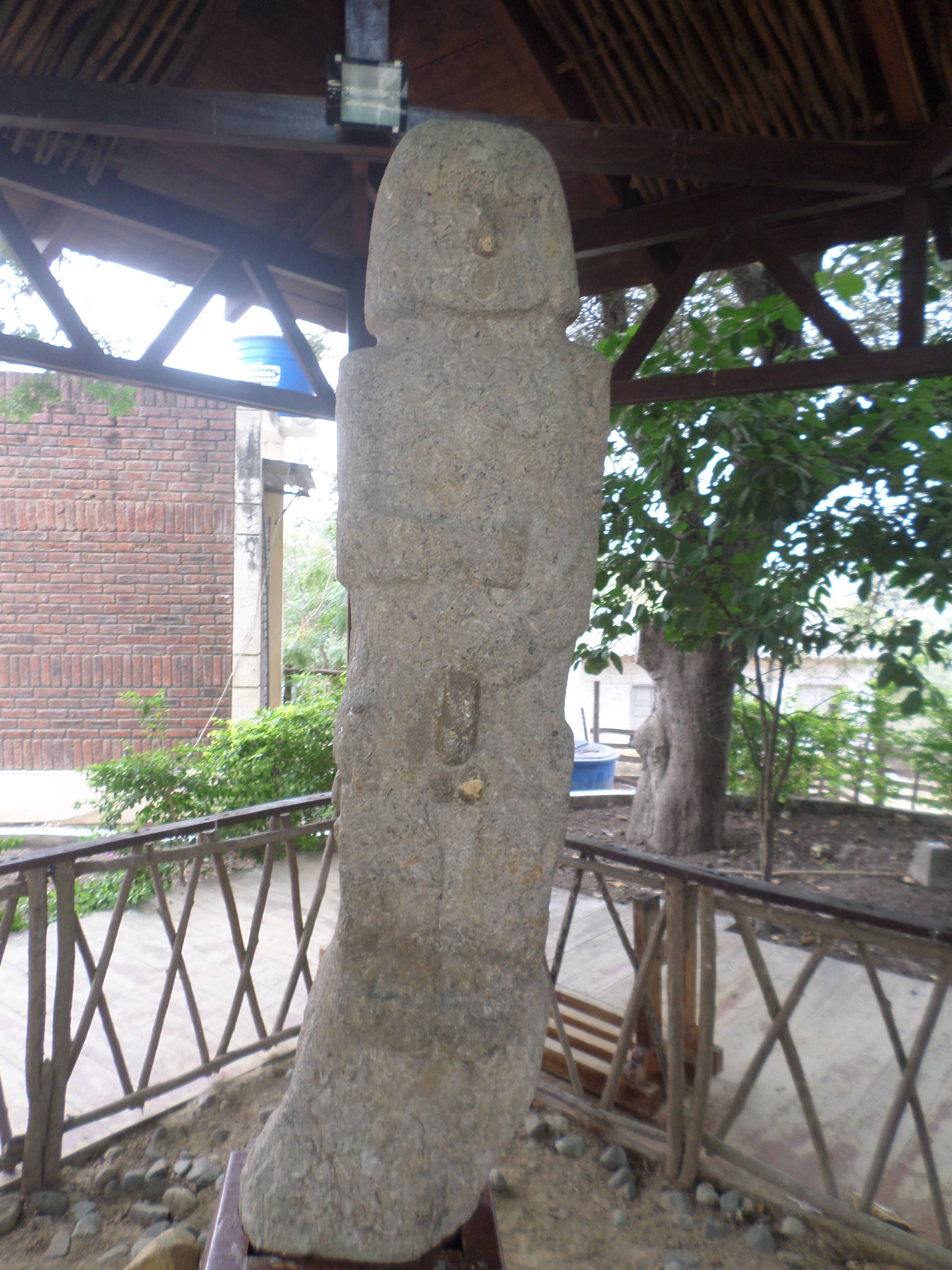
Toteen Huancavilca San Biritute

El monolito San Biritute es un monumento que se encuentra ubicado en el poblado de Sacachún. Fue tallado por integrantes de la cultura Huancavilca, una civilización precolombina. Es la figura antropomorfa ancestral más grande registrada en el Ecuador, y según las creencias representa a los dioses de la fertilidad y del agua.

## Arquitectura
- Altura: 2,35 metros[2]
- Peso: 1 tonelada
- Material: conglomerado de piedra marina de una sola pieza
- Forma: monolito vertical antropomorfo

## Descubrimiento
La escultura fue encontrada por los habitantes de las poblaciones cercanas, en el cerro Las Negras, además del monolito San Biritute se encontraron ocho figuras antropomorfas más que quedaron esparcidas en las poblaciones aledañas de Julio Moreno y Juntas del Pacífico. no se tiene registro de una fecha exacto de su descubrimiento, sin embargo, en 1930 un geólogo de apellido Bushnell de la petrolera Anglo Ecuadorian Oil Field, reportó que “había ídolos de piedra en la zona de El Morro y Santa Elena”.

## Conservación

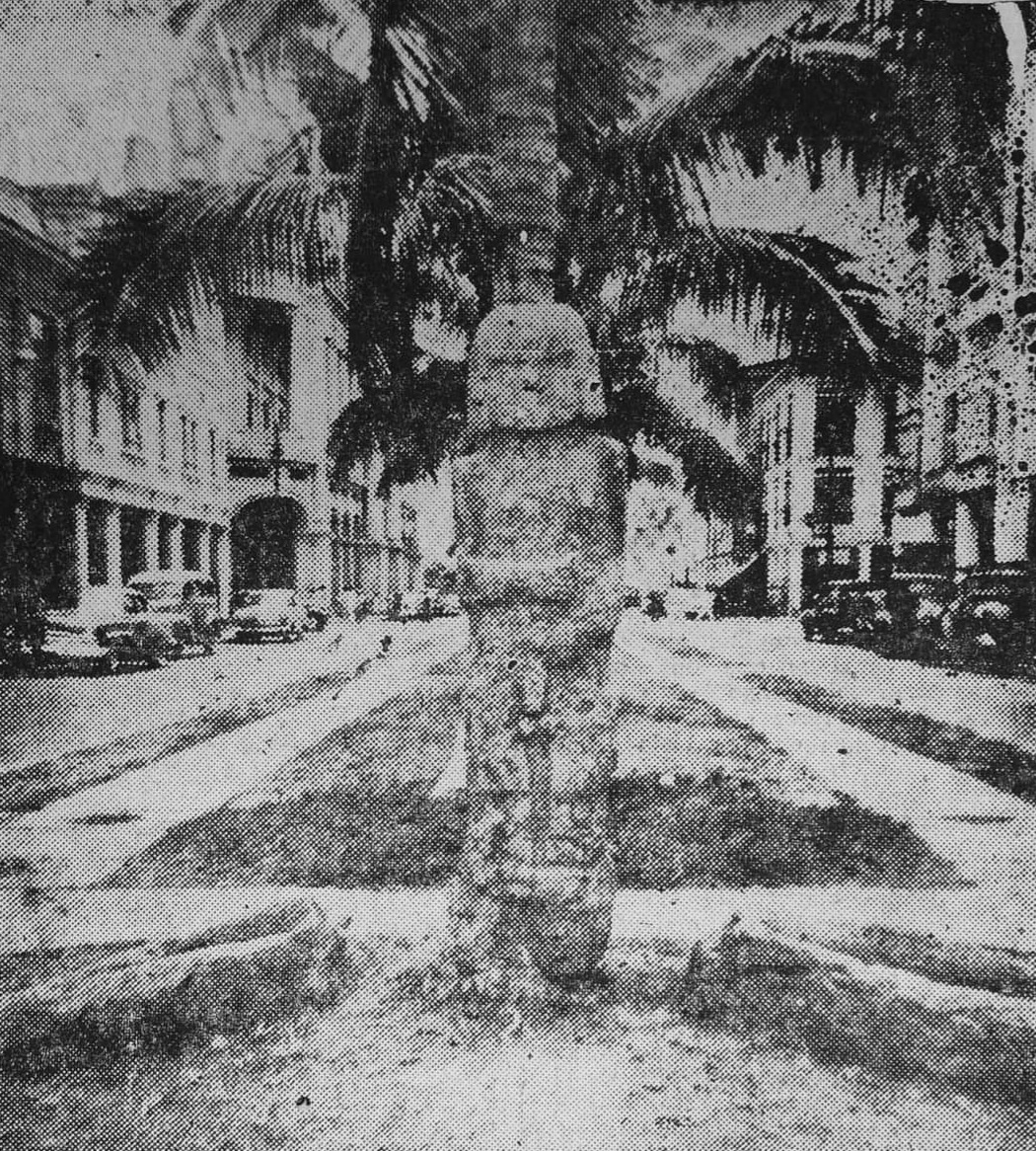
San Biritute en las calles de Guayaquil

El 30 de septiembre de 1949, durante las fiestas patronales de San Jerónimo. militares y miembros del Consejo Municipal de Guayaquil se llevaron a la fuerza al tótem en la parte trasera de una volqueta, y por cuarenta años permaneció en las intersección de las calles 10 de Agosto y Pedro Carbo, en 1992 fue trasladado al Museo Municipal de Guayaquil donde permaneció hasta el año 2011 cuando fue por gestiones de la comuna Sacachún fue trasladado en el año 2011 de vuelta a su lugar de origen, actualmente permanece en una plazoleta en el centro del pueblo.